# Jerżan Szynkiejew
Jerżan Tiemirkulewicz Szynkiejew (ros. Ержан Темиркулевич Шынкеев; ur. 4 marca 1985) – kazachski judoka. Olimpijczyk z Londynu 2012, gdzie zajął siedemnaste miejsce wadze ciężkiej.
Uczestnik mistrzostw świata w 2010, 2011, 2013, 2015 i 2017. Startował w Pucharze Świata w latach 2005, 2010-2012 i 2014. Drugi w drużynie i siódmy indywidualnie na igrzyskach azjatyckich w 2014 i piąty w 2010. Zdobył pięć medali na mistrzostwach Azji w latach 2011 - 2016. Trzeci w drużynie na uniwersjadzie w 2009 roku.

## Letnie Igrzyska Olimpijskie 2012
| Konkurencja | Eliminacje              | Klas. końcowa |
| Konkurencja | Przeciwnik I            | Miejsce       |
| ----------- | ----------------------- | ------------- |
| +100 kg     | Faicel Jaballah (TUN) P | 17.           |